# SimCity (1989)
SimCity (retrospektiv als SimCity Classic) ist ein Aufbauspiel, das zwischen 1989 und 1991 für zahlreiche Plattformen erschien.

## Entwicklung
Zuvor entwickelte Will Wright sein Erstlingswerk Raid on Bungeling Bay und bemerkte, wie ihm der Level-Editor die meiste Freude bereitete. Etwa zu der Zeit setzte er sich mit den Methoden der Systemdynamik von Jay Wright Forrester auseinander. Nebenher las er Kyberiade des polnischen Stanislaw Lem, in dem der Tyrann eine Miniaturstadt erbaut. Daraufhin entsteht die Idee einer Städtebausimulation, die sich endlos weiterspielen lässt unter dem Arbeitstitel Micropolis. Schon 1985 war der erste Prototyp fertiggestellt. Wright hatte jedoch Schwierigkeiten, einen Vertriebspartner zu finden. So gründete er mit Jeff Braun die Firma Maxis. Mit Brøderbund konnte ein Publisher gewonnen werden.

## Spielprinzip
SimCity ist konzeptionell ein Endlosspiel. Ein Zufallsgenerator erzeugt stets neue Brachflächen, die bebaut werden können. Es bot aber auch genretypisch Szenarien, in denen Probleme in vorgefertigten Städte gelöst werden müssen, etwa das Erdbeben von San Francisco 1906, ein Monsterangriff in Tokio, der krisenhaften Niedergang der Automobilindustrie in Detroit, ein UFO-Angriff in Las Vegas oder der Wiederaufbau Hamburgs nach der Operation Gomorrha im Zweiten Weltkrieg. Der Spieler errichtet Infrastruktur, damit sich Bürger ansiedeln und darf Steuern erheben. Dabei muss bedacht werden, dass Bau und Unterhalt mit Kosten verbunden sind. Die Höhe des Steuersatzes sorgt dafür, ob sich Bewohner ansiedeln oder die Stadt verlassen. Aus Meinungsumfragen können die Bedürfnisse der Bewohner abgelesen werden. Verkehr, Umweltverschmutzung und Naturkatastrophen beeinflussen die Stadt ebenfalls.

## Rezeption
Im Spiel sei man der Herrscher der Welt und bestimme deren Aussehen. Das Spielprinzip sei zwar nicht ganz neu und etwa in Haurabi oder König bereits verwirklicht. Neu sei jedoch, dass man nicht nur Zahlen präsentiert bekommt, sondern die Stadt grafisch aufblühen und niedergehen sehen kann. Es gäbe sehr viele Möglichkeiten, wie man seine Stadt baut. Zudem wecke das Prinzip Fantasie und Ideenreichtum. Der versprochene Städtesimulator sei komplex und realitätsnah. Es handele sich um ein originelles Spiel. Die Handhabung sei ideal gelöst, die Darstellung und der Bildlauf hingegen weniger gut. Auf dem Amiga CDTV sei Bildlauf, Grafik und Ton stark verbessert. Die CD-Fassung für den Amiga böte deutlich bessere Grafiken. Auf dem PC führe die SVGA-Grafik zu einem Leistungsverlust. Die Videos seien professionell erstellt, man sehe sich jedoch schnell an ihnen satt. Die Umsetzung für das Super Nintendo Entertainment System sei sehr gelungen. Die Steuerung mit dem Gamepad sei gut umgesetzt.
Retrospektiv betrachtet sei es im Vergleich zu den zahlreichen folgenden Sim-Spielen leicht zu verstehen und zu beherrschen. Obwohl es komplex sei, mache es auch Einsteigern langfristig Spaß.
Von der Stanford University wurde SimCity in den Kanon der 10 kulturhistorisch signifikantesten Titel aufgenommen.

### Auszeichnungen
- Origins Award 1989: Best Military or Strategy Computer Game[14]

## Freie Software

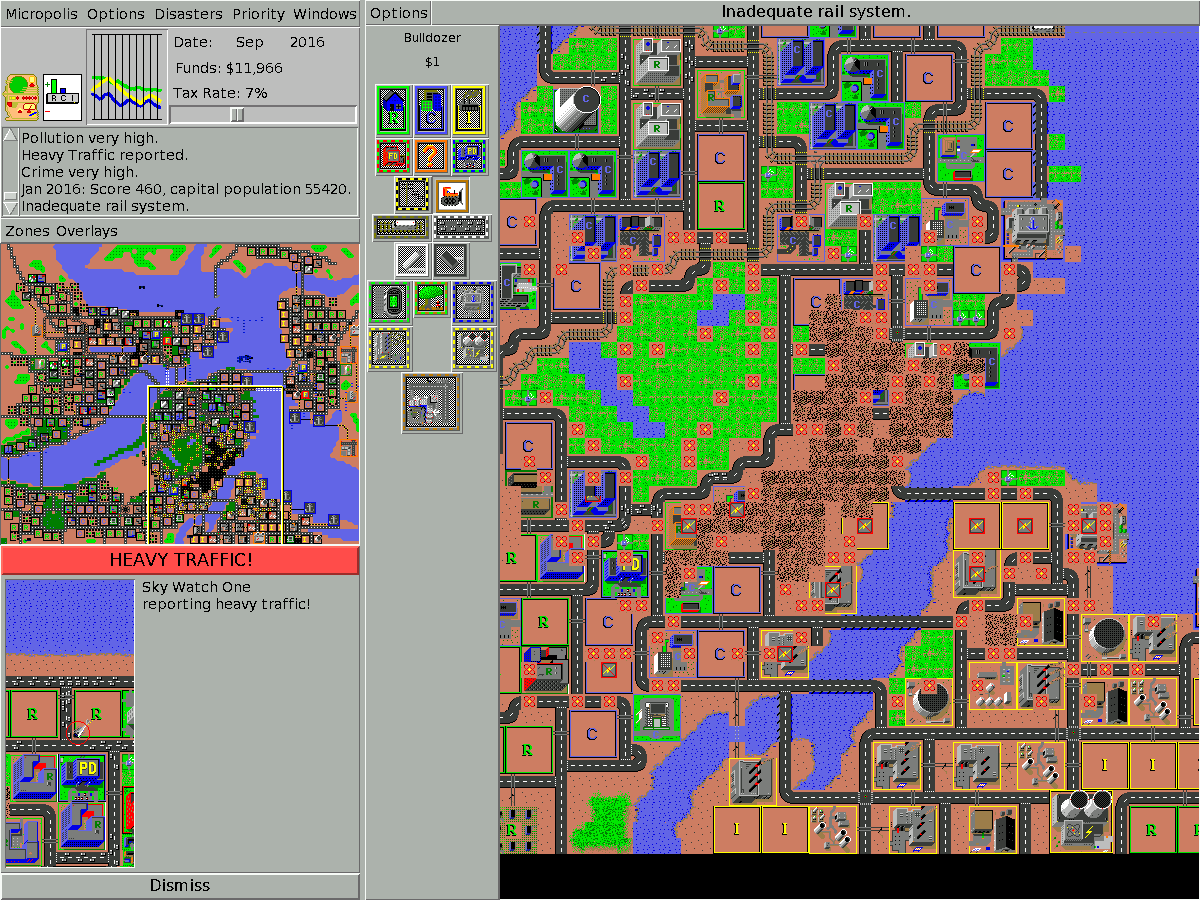
Micropolis

Für das One-Laptop-per-Child-Projekt genehmigte der Rechteinhaber Electronic Arts am 12. November 2007 eine Veröffentlichung des ursprünglichen SimCity unter der GNU General Public License. Inzwischen ist der Code von SimCity unter dem Namen Micropolis frei verfügbar und wird von Don Hopkins weitergepflegt. Das Spiel basiert auf der X11-Version von SimCity für Unix. Die alte Benutzerschnittstelle wurde durch Python-Quelltext ersetzt, der alte C-Kern wurde restrukturiert und in C++ reimplementiert. Das Spiel läuft auf jedem Linux-System und als Port auf OpenBSD.